# Кейм, Клер
Клер Кейм (или Клер Кем; фр. Claire Keim; род. 8 июля 1975) — французская актриса и певица.

## Биография
Родилась в городе Санлис в семье архитектора и дантистки, настоящая фамилия — Лефевр. В начале 1990-х училась актёрскому мастерству на курсах Франсуа Флорана и Доминика Мино. С середины 1990-х снимается в кино и на телевидении, играет в Парижском театре, Театре Монпарнаса, Театре Елисейских Полей и других театрах.
В 2001 году Кейм выступала вместе с музыкальной группой Ouakam. С 2005 года она как певица регулярно участвует в благотворительных концертах. В январе 2011 года вышел её дебютный альбом.

## Личная жизнь
Длительное время Кейм встречалась с французским актёром Фредериком Дифенталем. В настоящее время она встречается с бывшим футболистом Биксантом Лизаразю, в 2008 году у них родилась дочь Айна.

## Избранная фильмография
| Год       |    | Русское название              | Оригинальное название     | Роль                          |
| --------- | -- | ----------------------------- | ------------------------- | ----------------------------- |
| 1992—1998 | с  | Горец                         | Highlander: The Series    | Мэри / официантка (2 эпизода) |
| 1995      | ф  | Для малышки Маргери           | Au petit Marguery         | Милен                         |
| 1996      | ф  | Прекрасная Зелёная            | La belle verte            | Соня                          |
| 1997      | ф  | Барракуда                     | Barracuda                 | Марго                         |
| 1999      | ф  | Жюльетт                       | Juliette                  | Жюльетт                       |
| 2000      | ф  | Эта девушка                   | The Girl                  | Девушка                       |
| 2000      | ф  | Король танцует                | Le roi danse              | Жюли                          |
| 2001      | ф  | Возвращение Джека Потрошителя | Ripper                    | Шанталь Этьенн                |
| 2001      | ф  | Роман Лулу                    | Le Roman de Lulu          | Лулу                          |
| 2002      | ф  | Лига                          | Féroce                    | Люси                          |
| 2003      | ф  | На индийской территории       | En territoire indien      | Глэдис                        |
| 2003      | ф  | Поручитель                    | Entrusted                 | Катрин Ламьель                |
| 2004      | с  | Зодиак                        | Zodiaque                  | Эстер Делетр (5 эпизодов)     |
| 2007      | тф | Караваджо                     | Caravaggio                | Филлида Меландрони            |
| 2009      | с  | Вечная                        | Éternelle                 | Элль (6 эпизодов)             |
| 2011      | ф  | Новая Белоснежка              | La nouvelle Blanche-Neige | Габриэль                      |
| 2011      | ф  | Все уже выросли               | Dans la peau d'une grande | Оливия                        |
| 2016      | ф  | Остановите ваши фильмы!       | Arrête ton cinéma!        | Жюли Дюма                     |